# Dugometražni film
Dugometražni film (engl. feature film) je izraz koji se koristi za film koji je napravljen u svrhu da predstavlja glavnu atrakciju kino-programa.
Dugometražni filmovi su u pravilu duži od kratkih filmova, pri čemu različite države i različite filmske tradicije koriste različite parametre — tako se negdje dugometražnim filmom smatra film duži od 40, a negdje duži od 80 minuta.
Dugometražni filmovi, pak, najčešće traju oko 90 minuta, što teoretski omogućava da prosječni član publike odgleda film bez potrebe da odlazi u toalet, odnosno omogućava vlasniku kino-dvorane da tokom jedne večeri — uz kratku pauzu — prikaže dva različita dugometražna filma zaredom što predstavlja tzv. double feature.
Dugometražni film može biti i duži, pa tako postoje primjeri dugometražnih filmova koji traju dva, tri, a u nekim rijetkim primjerima, i četiri sata. U potonjim slučajevima se prikazivanje prekida na unaprijed utvrđenim intervalima kako bi publika mogla napraviti pauzu.
Izraz dugometražni film se kasnije udomaćio i za TV filmove slične dužine.